# Wangkui
Wangkui, tidigare stavat Wangkwei, är ett härad som lyder under Suihuas stad på prefekturnivå i Heilongjiang-provinsen i nordöstra Kina.